# Ralph Backhaus
Ralph Backhaus (* 9. November 1950) ist ein emeritierter Professor für Bürgerliches Recht und Rechtsgeschichte an der Philipps-Universität Marburg.
Backhaus studierte und promovierte an der Ruprecht-Karls-Universität Heidelberg. Nach vielen Tätigkeiten als Richter am Landgericht und Oberlandesgericht und als wissenschaftlicher Mitarbeiter am Bundesverfassungsgericht kam er zum Wintersemester 1996/97 nach Marburg. Von November 1997 bis Dezember 2007 war er als Richter in einem für Wirtschaftsfragen zuständigen Senat des Oberlandesgerichts Frankfurt tätig.
Seine Forschungstätigkeit dreht sich schwerpunktmäßig um methodologische Probleme der römischen Rechtsgeschichte und das geltende Zivilrecht in den Bereichen Wettbewerbsrecht, Markenrecht und Kartellrecht.

## Schriften
- Festgabe zum 90. Geburtstag von Prof. Dr. iur. h. c. Erich Schulze, Ehrenpräsident der GEMA. Elwert, Marburg 2003.
- Beiträge in: Rechtshandbuch electronic Business. Beck, München 2003.
- Casus perplexus. Beck, München 1981.
- Kommentierung von §96, §97, §97a, §98, §99 UrhG in: Mestmäcker, Schulze: Kommentar zu Deutschen Urheberrecht. Band 1.1. Beck, München 2008/2009.